# Savick Brook
Der Savick Brook ist ein Wasserlauf in Lancashire, England. Er entsteht am westlichen Rand von Longridge und fließt in westlicher bzw. südwestlicher Richtung. Er erreicht den Norden von Preston und fließt durch den Ortsteil Fulwood. Am nordöstlichen Rand des Haslam Park kreuzt er den Lancaster Canal. Im Nordwesten des Parks ist der Savick Brook durch Schleusen mit dem Lancaster Canal verbunden. Im weiteren Verlauf des Savick Brook in westlicher bzw. südwestlicher Richtung wurde dieser zwischen 2000 und 2002 zum Ribble Link ausgebaut, der eine Anbindung des einst isolierten Lancaster Canal an das weitere englische Kanalnetz über den River Ribble darstellt.